# Vratislav van Moravië
Vratislav van Moravië (- 6 augustus 1156) was een zoon van Oldřich van Moravië. Vratislav was hertog van Brno van 1125 tot 1156. In 1129-1130 werd hij verjaagd en in 1142 trachtte hij – zonder succes – Vladislav II van Bohemen van de troon te drijven. Hij werd vader van:
- Spytihněv (-1199)
- Swatopulk van Jamnitz.